# Terra bruciata! Il laboratorio italiano della ferocia nazista

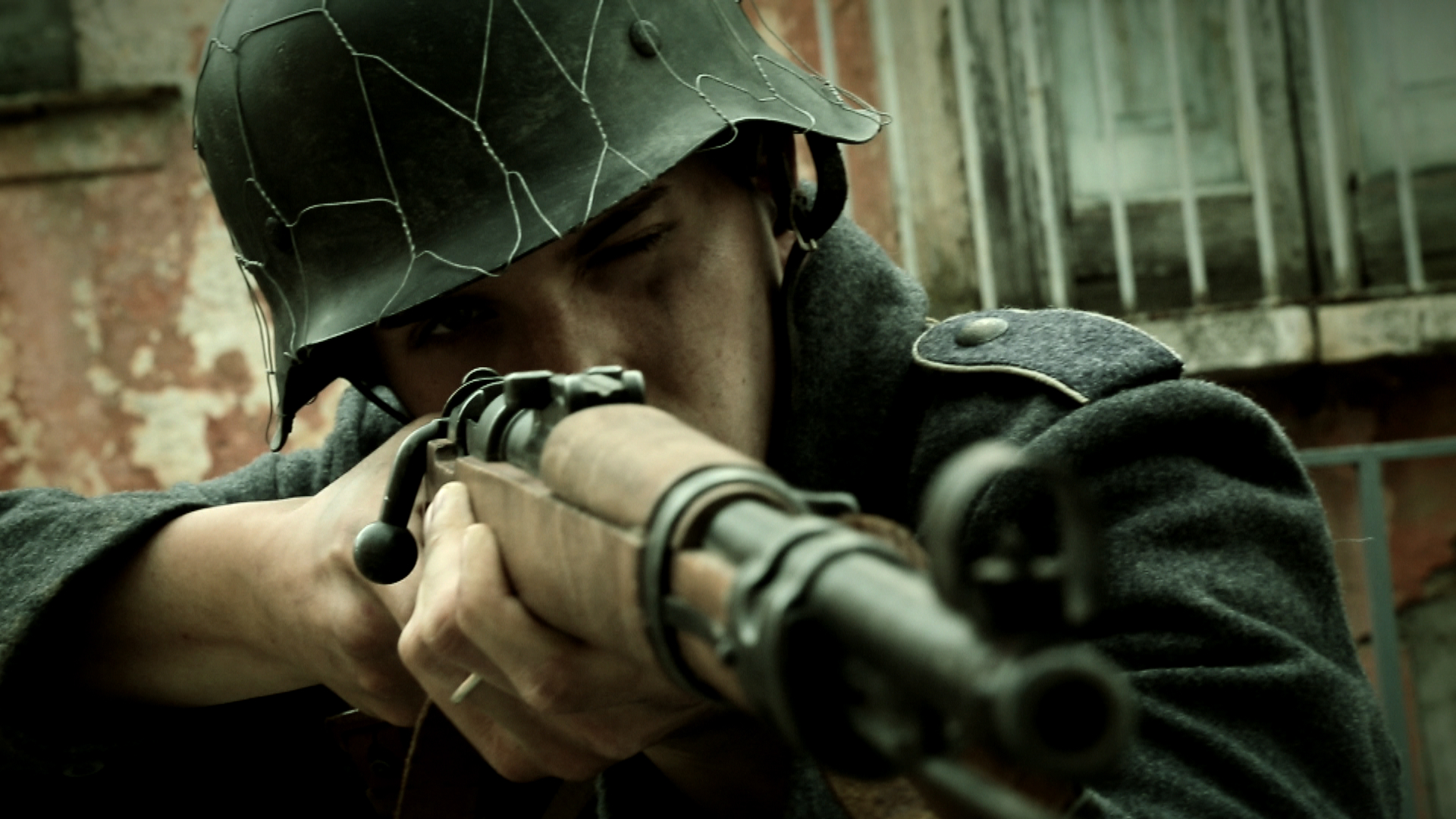
Un soldato tedesco nell'azione partigiana di Riardo (CE)

Terra bruciata! Il laboratorio italiano della ferocia nazista è un film documentario del 2018 diretto da Luca Gianfrancesco.

## Trama
Il film narra le vicende avvenute durante la Seconda Guerra Mondiale nei territori dell'Alto Casertano, il primo territorio italiano a diventare “zona di operazioni” sottoposto alle leggi di guerra tedesche.
La mattina del 1º novembre 1943, a Conca della Campania, un minuscolo borgo della provincia di Caserta, 19 civili vengono trucidati da una pattuglia di militari tedeschi. Graziella Di Gasparro, figlia di uno dei caduti, lotta strenuamente da anni per tener viva la memoria di quell’eccidio dimenticato. L’assassinio del padre di Graziella fu il terribile epilogo della brutale occupazione del territorio che l’esercito tedesco mise in essere in tutta la Campania centrosettentrionale a partire dall’8 settembre, data dell’armistizio. Il casertano - primo territorio italiano ad essere dichiarato “Zona di Operazioni” - dovette sperimentare la devastante onda d’urto delle brutali leggi di guerra germaniche che si accanirono contro la popolazione civile. L’esautorazione delle istituzioni, le razzie dei beni di consumo, il rastrellamento e la deportazione degli uomini abili verso i campi di lavoro in Germania - furono circa 21.000 - e la devastazione degli impianti produttivi, delle infrastrutture e delle abitazioni civili sono le condizioni nelle quali maturarono le ragioni che diedero vita alle prime azioni di resistenza organizzate dai civili in Italia. Dopo le Quattro Giornate di Napoli, a Riardo, un piccolo centro a pochi chilometri da Capua, una banda partigiana riesce a scacciare con le armi i tedeschi dalla cittadina mentre le istituzioni e gli abitanti di Tora e Piccilli, con il silenzio, salvano una cinquantina di ebrei dalla deportazione. Ed è proprio in risposta a questa insubordinazione, ormai diffusa sul tutto il territorio, che i comandi tedeschi danno libero sfogo al dissennato campionario di violenze contro la popolazione civile che causò, nella sola provincia di Caserta, 752 vittime. Caserta, infatti, è la provincia dell’Italia meridionale più colpita dallo stragismo nazista. La strage di Conca della Campania, quindi, assume un ruolo chiave per comprendere al meglio quel processo ché trasformò l’occupazione tedesca dell’Italia da una presenza militare “tollerata” ad un’egemonia aggressiva e violenta nei confronti della popolazione civile. Graziella, dopo anni di sofferenze, con la visita dell’ambasciatrice tedesca a Conca della Campania, in occasione della 73ª commemorazione della strage, oltre al riconoscimento per le sofferenze, sue e dei suoi concittadini, ha finalmente avviato un processo di riconciliazione con il suo tragico passato.

## Distribuzione
Il film è uscito nelle sale italiane il 25 aprile 2018, distribuito da Istituto Luce Cinecittà, in edizione DVD nel maggio del 2019, edito da Istituto Luce Cinecittà e in televisione, sul canale History Channel, il 25 gennaio 2021.

## Premi e festival
- ICFF Italian Contemporary Film Festival 2018: Selezione Ufficiale
- Social World Film Festival 2018[2]: Miglior Documentario Lungometraggio
- International Documentary Festival of Ierapetra 2018[3]: Miglior Documentario
- International Documentary Festival of Ierapetra 2018[3]: Premio del Pubblico
- International Monthly Film Festival 2018: Miglior Documentario (Maggio)
- MedFF 2018: Premio del Pubblico
- Oniros Film Awards 2018[4]: Miglior Documentario
- Ischia Global Fest 2018: Selezione Ufficiale
- Mantova Film Fest 2018[5]: Miglior Documentario
- Galà del Cinema e della Fiction 2018[6]: Premio Speciale della Giuria
- CineBus, Festival Cinematografico on the Road 2018[7][8]: Miglior Documentario
- Capri Hollywood 2019: Selezione Ufficiale
- History Film Festival 2019: Selezione Ufficiale
- Docs Without Borders Film Festival 2019: Miglior Documentario
- Parma Music Film Festival 2019: Premio Speciale della Giuria

## Presentazioni istituzionali
- Roma, 11 dicembre 2015 - Complesso dei Dioscuri del Quirinale - mostra “Millenovecento43-44, Il Sud tra guerra e Resistenza” - evento MiBACT, Istituto Luce Cinecittà e Parco della Memoria della Campania
- Bruxelles, 30 gennaio 2019 - Parlamento europeo - in occasione della “Giornata della Memoria”
- Roma, 4 giugno 2019 - Parlamento italiano - in occasione del 75º anniversario della Liberazione di Roma